# 中西石陰
中西 石陰（なかにし せきいん、1821年（文政4年）- 1900年（明治33年））は、幕末から明治期の国学者・歌人。従八位。号は杉園・巌影。
山城国→京都府出身。香川景樹の門人で、平野神社・水無瀬神社などの宮司を務めた。